# Carl Schlechter
Carl Schlechter (ur. 2 marca 1874 w Wiedniu, zm. 27 grudnia 1918 w Budapeszcie) – austriacki szachista, uczestnik meczu o mistrzostwo świata z Emanuelem Laskerem, jeden z twórców tzw. wiedeńskiej szkoły (wspólnie z m.in. Maxem Weissem).

## Kariera szachowa
Od 1893 roku Schlechter był stałym uczestnikiem turniejów najsilniejszych szachistów. Ogółem wziął udział w ponad pięćdziesięciu turniejach międzynarodowych i dziesięciu meczach. Najsłynniejszy turniej dziewiętnastego stulecia (Hastings, 1895) ukończył na dziewiątym miejscu. Największe sukcesy odniósł w pierwszej dekadzie dwudziestego wieku. Wygrał wówczas cztery silnie obsadzone turnieje: w Monachium (1900, wspólnie z Harrym Pillsburym), w Ostendzie (1906), w Wiedniu (1908, wspólnie z Oldřichem Durasem i Gezą Maroczym) i Hamburgu (1910).
Pasmo sukcesów doprowadziło Schlechtera do największego wyróżnienia - meczu o mistrzostwo świata z ówczesnym mistrzem Emanuelem Laskerem. Mecz rozegrano w styczniu i lutym 1910 roku w Wiedniu i Berlinie na dystansie dziesięciu partii. Pierwszą połowę meczu Schlechter po czterech remisach zakończył wygraną i niespodziewanie objął prowadzenie. Kolejne cztery partie były remisowe. Lasker miał jeden punkt for, tzn. żeby zdobyć tytuł mistrza świata Schlechter musiał zwyciężyć przewagą dwóch lub więcej punktów. Fakt ten miał znaczący wpływ na przebieg ostatniej partii, która była jedną z najbardziej dramatycznych w historii szachów. W przypadku remisu mecz zakończyłby się zwycięstwem Schlechtera 5½ - 4½, ale tytuł mistrza świata zachowałby Lasker. Dziesiąta i ostatnia partia meczu trwała trzy dni, tj. 8, 9 i 10 lutego. Przez długi okres utrzymywała się pozycja remisowa, ale Schlechter grający czarnymi bierkami dążył do zwycięstwa za wszelką cenę. W pewnym momencie podjął ryzykowny wariant gry i w efekcie w 71 posunięciu poddał się. Cały mecz zakończył się remisem 5 - 5, co oznaczało obronę tytułu przez Laskera.
Rok później, w 1911 roku w Kolonii Schlechter rozegrał mecz z Siegbertem Tarraschem, również zakończony remisem. Do końca życia był aktywnym szachistą. Umarł w 1918 roku na zapalenie płuc, wkrótce po przegranym (2½ - 3½) meczu z Akibą Rubinsteinem.
Według retrospektywnego systemu Chessmetrics, najwyżej sklasyfikowany był w grudniu 1906, zajmował wówczas 2. miejsce (za Gezą Maroczym) na świecie.